# Rourea ligulata
Rourea ligulata är en tvåhjärtbladig växtart som beskrevs av John Gilbert Baker. Rourea ligulata ingår i släktet Rourea och familjen Connaraceae. Inga underarter finns listade i Catalogue of Life.